# Heterorhabditis bacteriophora
Heterorhabditis bacteriophora je druh parazitické hlístice. Tento zástupce čeledi Heterorhabditidae patří do skupiny tzv. hlístovek (spolu s čeledí Steinernematidae). Pro zástupce této skupiny je typický nejen parazitický způsob života, ale i symbiotický vztah, který uzavírají s gramnegativními bakteriemi a jeho využití k napadení hostitele.

## Charakteristika
Heterorhabditis bacteriophora je půdní parazitický zástupce, kterého kvůli malým rozměrům není možné spatřit pouhým okem. Je známý svou symbiózou s gramnegativními bakteriemi druhu Photorhabdus luminescens, díky které dokáže rychle usmrtit svého hostitele. Jedná se o symbiózu obligátní, což znamená, že bakterie nenajdeme ve volném prostředí. Parazit jim totiž ve své trávicí soustavě (konkrétně ve střevě) vytváří ideální životní a reprodukční podmínky.
Tento druh parazitické hlístovky není specializovaný na konkrétního hostitele, ale obecně larvy půdního hmyzu, vzácněji i dospělce. Výskyt v půdním prostředí ale znamená i ohrožení predátory, pro hlístovky konkrétně nematofágní houby nebo draví bezobratlí, kteří jsou adaptováni na konzumaci invazivních larev. Dále musí Heterorhabditis bacteriophora čelit i nekrofágům, kteří by je mohli připravit o mrtvé tělo hostitele. V tomto případě bylo zjištěno použití zatím neznámých metabolitů hlístovek, které nekrofágy odradily od těl hostitelů napadených tímto parazitem.

## Životní cyklus
V již zmiňovaném půdním prostředí můžeme najít pouze larvu třetího instaru, neboli larvu invazivní. Ta má důležitý úkol, a to najít a napadnout hostitele. V případě Heterorhabditis bacteriophora nejčastěji hmyzí larvu, vzácněji potom hmyzího dospělce, který žije v půdě. Tento proces může trvat i několik měsíců, což pro invazivní larvu ovšem není problém. Díky energetickým zásobám, které v sobě uchovává, dokáže bez hostitele přežít velmi dlouho. Pro tento úkol má larva hned několik důležitých adaptací, konkrétně silnou kutikulu, která hraje důležitou roli v ochraně proti imunitními reakcemi, nebo uzavřenou trávicí soustavu.
Co se týče procesu hledání hostitele, velmi důležitými znaky jsou hlavové papily a amfidy, smyslové orgány, které zachycují chemické signály hostitele. Nejčastěji dokážou detekovat látky jako kyselinu močovou a amoniak z vylučovací soustavy, nebo oxid uhličitý, který hostitel vydechuje.
Po nalezení vhodného hostitele proniká invazivní larva nejčastěji otvory trávicí soustavy, nebo méně častěji spirakuly trachejí. Následně dochází k vypouštění symbiotických bakterií druhu Photorhabdus luminescens a po jednom až dvou dnech upadá hostitel do bakteriální septikémie, kombinace sepse a šoku, ke které dochází po bakteriální infekci. Hostitel umírá a poskytuje parazitickému hlístovci potravu a prostředí pro další vývin.
Z ivazních larev se dále vyvíjí larvy 4. instaru, které následně tvoří první generaci dospělců. Po spáření samice nakladou do uhynulého hostitele vajíčka a přes čtyři instary se larvy opět vyvíjí do dospělců. Ti tvoří novou generaci a opět kladou vajíčka. Tento proces vývoje se opakuje, dokud larvám nedojdou živiny; v takovém případě se vyvíjí larvy invazivní a vyhledávají nového hostitele. Přesný počet generací tedy není daný a záleží na konkrétní situaci.

## Biologická ochrana
Hlístovky se v biologické ochraně namísto chemických pesticidů již využívají, ale stále nejsou primárním řešením v boji proti škůdcům. Nevýhod je totiž hned několik a to např. finanční náročnost projektu, nižší pohyblivost invazivních larev Heterorhabditis bacteriophora nebo také komplikace s načasováním vypuštění larev do půdy. Jsou totiž citlivé na sluneční záření a pokud se neaplikují do půdy v podvečer, hrozí jim vyschnutí.